# Alex Dunne
Alexander Dunne (*11. listopadu 2005 Offaly) je irský závodní jezdec, který v současnosti závodí ve Formuli 2 za tým Rodin Motorsport. Je součástí juniorského programu McLarenu a zároveň pro McLaren zastává roli rezervního jezdce ve Formuli E.
Ve Formuli 2 jezdí svoji první sezónu a jeho týmovým kolegou v Rodinu je Amaury Cordeel. V roce 2024 závodil ve Formuli 3, získal dvě pódiové umístění a celkově skončil čtrnáctý. Roku 2023 odjezdil sezónu v šampionátu GB3 a umístil se na celkovém druhém místě. V roce 2022 se účastnil Britské Formule 4, kterou ovládl, Italské Formule 4, ve které skončil druhý a Formule 4 UAE, kde skončil pátý. Svoji první sezónu v monopostech, tedy rok 2021, strávil ve Španělské Formuli 4 a Formuli 4 ADAC. Mezi lety 2013 a 2020 závodil na motokárách.
V roce 2025 se zúčastnil nováčkovského testu ve Formuli E, který se konal v Saúdské Arábii. V testu se umístil na jedenáctém, tedy posledním, místě.

## Formule 1
V květnu 2024 se společně s Martiniusem Stenshornem připojil do juniorského programu McLarenu. V květnu roku 2025 absolvoval test na Zandvoortu v monopostu McLarenu MCL60. Zároveň odjezdil pro McLaren první trénink na Grand Prix Rakouska 2025, ve kterém nahradil Landa Norrise a umístil se na čtvrtém místě.

## Výsledky
| Legenda k tabulce | Legenda k tabulce                                                                       |
| Barva             | Výsledek                                                                                |
| ----------------- | --------------------------------------------------------------------------------------- |
| Zlatá             | Vítěz                                                                                   |
| Stříbrná          | 2. místo                                                                                |
| Bronzová          | 3. místo                                                                                |
| Zelená            | Bodované umístění                                                                       |
| Modrá             | Nebodované umístění                                                                     |
| Modrá             | Dokončil neklasifikován (NC)                                                            |
| Fialová           | Odstoupil (Ret)                                                                         |
| Červená           | Nekvalifikoval se (DNQ)                                                                 |
| Červená           | Nepředkvalifikoval se (DNPQ)                                                            |
| Černá             | Diskvalifikován (DSQ)                                                                   |
| Bílá              | Nestartoval (DNS)                                                                       |
| Bílá              | Závod zrušen (C)                                                                        |
| Světle modrá      | Pouze trénoval (PO)                                                                     |
| Světle modrá      | Páteční testovací jezdec (TD)                                                           |
| Bez barvy         | Netrénoval (DNP)                                                                        |
| Bez barvy         | Vyřazen (EX)                                                                            |
| Bez barvy         | Nepřijel (DNA)                                                                          |
| Bez barvy         | Odvolal účast (WD)                                                                      |
| Bez barvy         | Nezúčastnil se (prázdné)                                                                |
| Označení          | Význam                                                                                  |
| Tučnost           | Pole position                                                                           |
| Kurzíva           | Nejrychlejší kolo                                                                       |
| †                 | Jezdec nedojel do cíle, ale byl klasifikován, protože odjel více než 90 % délky závodu. |
| ‡                 | Byl udělován poloviční počet bodů, protože bylo odjeto méně než 75 % délky závodu.      |
| Horní index       | Umístění bodujících jezdců ve sprintu                                                   |

### Kompletní výsledky ve Formuli 3
| Rok  | Tým           | 1          | 2         | 3         | 4          | 5          | 6          | 7           | 8          | 9         | 10        | 11        | 12         | 13         | 14          | 15         | 16         | 17         | 18         | 19        | 20        | Body | Umístění  |
| ---- | ------------- | ---------- | --------- | --------- | ---------- | ---------- | ---------- | ----------- | ---------- | --------- | --------- | --------- | ---------- | ---------- | ----------- | ---------- | ---------- | ---------- | ---------- | --------- | --------- | ---- | --------- |
| 2024 | MP Motorsport | BHR SPR 12 | BHR FEA 9 | MEL SPR 7 | MEL FEA 16 | IMO SPR 14 | IMO FEA 16 | MON SPR Ret | MON FEA 16 | CAT SPR 2 | CAT FEA 7 | RBR SPR 4 | RBR FEA 10 | SIL SPR 22 | SIL FEA Ret | HUN SPR 20 | HUN FEA 16 | SPA SPR 23 | SPA FEA 10 | MNZ SPR 3 | MNZ FEA 4 | 50   | 14. místo |

### Kompletní výsledky ve Formuli 2
| Rok  | Tým              | 1         | 2         | 3          | 4         | 5         | 6         | 7         | 8         | 9         | 10          | 11        | 12        | 13        | 14          | 15          | 16        | 17      | 18      | 19      | 20      | 21      | 22      | 23      | 24      | 25      | 26      | 27      | 28      | Body | Umístění  |
| ---- | ---------------- | --------- | --------- | ---------- | --------- | --------- | --------- | --------- | --------- | --------- | ----------- | --------- | --------- | --------- | ----------- | ----------- | --------- | ------- | ------- | ------- | ------- | ------- | ------- | ------- | ------- | ------- | ------- | ------- | ------- | ---- | --------- |
| 2025 | Rodin Motorsport | MEL SPR 9 | MEL FEA C | BHR SPR 19 | BHR FEA 1 | JED SPR 3 | JED FEA 8 | IMO SPR 5 | IMO FEA 1 | MON SPR 9 | MON FEA Ret | CAT SPR 2 | CAT FEA 5 | RBR SPR 6 | RBR FEA DSQ | SIL SPR Ret | SIL FEA 2 | SPA SPR | SPA FEA | HUN SPR | HUN FEA | MNZ SPR | MNZ FEA | BAK SPR | BAK FEA | LSL SPR | LSL FEA | YMC SPR | YMC FEA | 108* | 3. místo* |

* sezóna v průběhu

### Kompletní výsledky ve Formuli 1
| Rok  | Tým             | Šasi          | Motor                                   | 1   | 2   | 3   | 4   | 5   | 6   | 7   | 8   | 9   | 10  | 11     | 12  | 13  | 14  | 15  | 16  | 17  | 18  | 19  | 20  | 21  | 22  | 23  | 24  | Body | Umístění |
| ---- | --------------- | ------------- | --------------------------------------- | --- | --- | --- | --- | --- | --- | --- | --- | --- | --- | ------ | --- | --- | --- | --- | --- | --- | --- | --- | --- | --- | --- | --- | --- | ---- | -------- |
| 2025 | McLaren F1 Team | McLaren MCL39 | Mercedes-AMG M16 E Performance 1.6 V6 t | AUS | CHN | JPN | BHR | SAU | MIA | EMI | MON | ESP | CAN | AUT TD | GBR | BEL | HUN | NED | ITA | AZE | SIN | USA | MXC | SAP | LVG | QAT | ABU | –    | –        |